# Yellow Red KV Malines
Ne pas confondre avec le KRC Malines.
Maillots
Actualités
Dernière mise à jour : 21 juillet 2025.
Le Yellow Red Koninklijke Voetbalclub Mechelen est un club de football belge basé à Malines. Il est également appelé FC Malinois (d'où tire son nom la fédération de supporteurs Malinwa). Le FC Malines est le dernier club belge à avoir remporté une coupe européenne (Coupe des vainqueurs de coupe en 1988 et la Supercoupe de l'UEFA en 1988).
Le club évolue lors de la saison 2025-2026 en Jupiler Pro League (D1). Il vit sa 109ème saison en séries nationales et sa 75ème parmi l'élite du football belge.

## Histoire

### Fondation du club (1904-1906)
La pratique du football est à mettre à l'actif de certains élèves de l'internat Saint-Victor d'Alsemberg, où le football était déjà pratiqué à l'époque. Ceux-ci veulent profiter de leur temps libre pour pratiquer ce nouveau sport d'une manière quelque peu organisée dans leur ville natale de Malines où le football est encore presque inconnu. Pour compléter l'équipe, d'autres étudiants de la ville et de Louvain s'y ajoutent, notamment ceux de l'Université de Louvain et du collège Saint-Rombout de Malines.
Le club ne possédant pas encore de terrain, il joue d'abord sur un terrain d'entraînement militaire de l'Antwerpsesteenweg avant de louer un terrain aux Chemins de Fer Belges à la Pansisusdreef. Le site est surnommé « Blok 16 » en référence au nom d'un poste d'aiguillage tout proche. Ce terrain, mis en ordre par les membres du club, deviendra le premier terrain officiel du FC Malinois. Le premier but étant fait de deux bâtons avec un cordon. Pour la somme de 20 Francs belge, le club peut alors se permettre un but en bois, planté dans le sol pour chaque rencontre. Par la suite, les joueurs du FC Malinois commence à mettre en place le « Blok 16 » pour un coût de 100 Francs belge. Cette somme est dépensée pour le déracinement et le rangement de la terre, l'achat d'un deuxième but et de deux filets à oiseaux pour faire office de filet. Un chalet, utilisé comme vestiaires, se situe dans une auberge à trois minutes à pied du terrain. Le rival du club, le Racing Malines ayant également du mal à trouver un terrain approprié, joue aussi sur l'Antwerpsesteenweg pendant un certain temps avant que le conseil d'administration du Racing Malines ne propose au FC Malinois de louer le terrain pour 1 jour par semaine. Avec l'accord du FC Malinois, les deux clubs s'entraînent sur le même terrain, à savoir le « Blok 16 ».
Entre-temps, le nombre de joueurs a augmenté et, en octobre 1904, une réunion inaugurale a eu lieu dans la « Cave de Munich », située à l'IJzerenleen, une rue commerçante de Malines. C'est à cet endroit que la décision finale a été prise de créer un club de football appelé Football Club Malinois. Le premier président, Theophile Delvaulx, également étudiant à l'Université de Louvain est désigné à la tête du club. Le premier match officiel du FC Malines est disputé contre le Stade Louvaniste (0-9 pour les Louvanistes).
En 1905, l'État belge revendique le site du « Blok 16 » ayant servi de terrain pendant la première année d'existence du club. Pour cause, le Gouvernement belge avait besoin du site pour construire la ligne ferroviaire Bruxelles-Malines-Anvers. Mais, à la fin de l'année 1905, un « groupe » constitué de 21 membres du FC Malinois garantit la location d'un terrain avec vestiaire entre la Tervuren Steenweg et le Vaart, aujourd'hui nommé Voetbalstraat. À la suite de cette décision de l'État belge, le club rival de la ville, le Racing Malines se retrouve sans terrain.
Peu après l'acceptation des conditions de location du terrain, des mesures nécessaires sont prises pour le rendre jouable. Le terrain étant marécageux, celui-ci devait être assourdi et drainé. Des cendres et déchets d'une usine à gaz à proximité sont utilisés. L'inauguration du nouveau site sur le Vaart s'est accompagnée du premier match de 1ère division dans la ville de Malines, entre le Royal Antwerp FC et Daring Bruxelles.
Afin d'améliorer la situation financière du club malinois, plusieurs compétitions de courses de vélo sont organisées entre Anvers et Malines, avec départ à Berchem, près d'Anvers, au café « De Robinet » et arrivée sur le site du Vaart. Le but était d'attirer le plus de personnes afin de faire connaître le club.

### Débuts du club (1906-1940)
Le Football Club Malinois existe déjà depuis 16 mois lors de l'assemblée générale tenue à Bruxelles le dimanche 28 janvier 1906. A cette date, le club devient officiellement membre de l'URBSFA. À la suite de cette affiliation, le club est doté d'un conseil d'administration avec le chanoine et footballeur Francis Dessain comme président, Denis Huyghebaert comme secrétaire et Charles Sterckx comme trésorier. Les couleurs du club deviennent le jaune et le rouge, les couleurs de la ville de Malines.
En 1911, Francis Dessain fait l'acquisition, avec quelques autres personnes, du terrain sur lequel le club joue encore actuellement. Il s'agit d'une parcelle située derrière une caserne d'artillerie, ce qui vaut au stade son surnom (Achter de kazerne : « derrière la caserne » en néerlandais) .
En 1926, le club reçoit de la fédération le numéro de matricule 25 et est champion au 2e niveau national. Le 15 mai 1929, le club reçoit le titre de Société Royale et change sa dénomination en Royal Football Club Malinois. La même année, il s'installe pour de nombreuses saisons dans la division d'honneur (nom de la D1 à l'époque).

### Les trois titres (1940-1950)
Au terme de la saison 1942-1943, le RFC Malinois, entraîné par Gabriël Noëth, remporte son premier titre de champion de Belgique en devançant de deux points le Beerschot. Malines met un point final à la saison en battant le Racing Club de Bruxelles par 7 buts à 1. Le club malinois remporte son deuxième titre en 1945-1946 et son troisième en 1947-1948. Au cours de cette saison, le club enchaîne 17 victoires de suite. Parmi ses joueurs on trouve Bert De Cleyn et Victor « Torke » Lemberechts.

### Une finale de Coupe de Belgique et ascenseur entre Division 1 et Division 2 (1950-1982)
En 1951, le président Francis Dessain décède. C'est son neveu Patrick Dessain qui prend la tête du club. Le club est encore vice-champion en 1954 mais au terme de la saison 1955-1956, il termine dernier et est relégué en deuxième division. Après un titre en D2, il évolue à nouveau en D1 en 1963-1964 mais redescend en D2 au terme de la saison. L'année suivante, il est une nouvelle fois promu en D1. Il termine à la sixième place du championnat 1965-1966.
En 1966-1967, Malines accède à la finale de la Coupe de Belgique après avoir éliminé le FC Cappellen, Diest, le FC Bruges, le Daring Club de Bruxelles et le Sporting d'Anderlecht . Le club perd cette finale 3-1 en prolongation contre le Standard de Liège. Fi Vanhoof, futur entraîneur du KV, joue alors pour l'équipe malinoise. En 1969, le club termine avant-dernier du championnat et redescend en D2 pour deux saisons. Le 1er juillet 1970, le club change sa dénomination officielle en Koninklijke Voetbalclub Mechelen . En 1971-72, le club promu en D1 termine sixième du championnat. Il reste en D1 pour six saisons. En 1976-1977, il termine avant-dernier et est relégué.

### L'époque Cordier et la Coupe d'Europe (1982-1992)
En 1981, le KV Malines remonte en Division 1 mais termine dernier du championnat 1981-1982. Il remporte le championnat de Division 2 en 1983, est à nouveau promu en Division 1, termine à nouveau sixième après une promotion et s'apprête à écrire les plus belles pages de son histoire. En effet, à la suite de la promotion en Division 1 en 1981, la société Telindus dirigée par John Cordier devient sponsor du club. En 1982, John Cordier est nommé président du KV Malines. En 1987, le club engage Aad de Mos comme entraîneur et professionnalise entièrement la structure du club. Le club termine deuxième du championnat derrière Anderlecht. Cette seconde place lui assure déjà d'accéder aux compétitions européennes. La même année, le FC Malines effectue également un bon parcours en Coupe de Belgique en éliminant successivement Lommel, l'Antwerp, Seraing, Beveren et Winterslag. Le 14 juin 1987, Malines affronte en finale le Football Club Liégeois et remportent la Coupe de Belgique grâce à un but de Piet den Boer. Cette victoire leur permet d'accéder à la Coupe d'Europe des vainqueurs de coupe 1988.
En Coupe d'Europe, Malines élimine successivement le Dinamo Bucarest, Saint Mirren FC, le FK Dynamo Minsk et Atalanta Bergamasca Calcio. Il accède ainsi à la finale à Strasbourg face à l'Ajax Amsterdam. Piet den Boer marque un but pour Malines qui tiendra le coup le reste du match. Le petit club belge se fait ainsi une place parmi les grands d'Europe. En championnat, le FC Malines est vice-champion pour la deuxième fois de son histoire derrière le FC Bruges.
La saison suivante, toujours sous la conduite de l'entraîneur Aad de Mos et renforcé par le Néerlandais John Bosman et les deux espoirs belges, Bruno Versavel et Marc Wilmots, Malines est champion de Belgique pour la quatrième fois. En Coupe de Belgique, le club malinois est éliminé en demi-finale par le RSC Anderlecht. En Coupe d'Europe des vainqueurs de coupe, Malines élimine FC Avenir Beggen (5-0, 3-1), Anderlecht (1-0, 2-0), Eintracht Francfort (0-0, 1-0) mais s'incline en demi-finale face à la Sampdoria (2-1, 0-3).

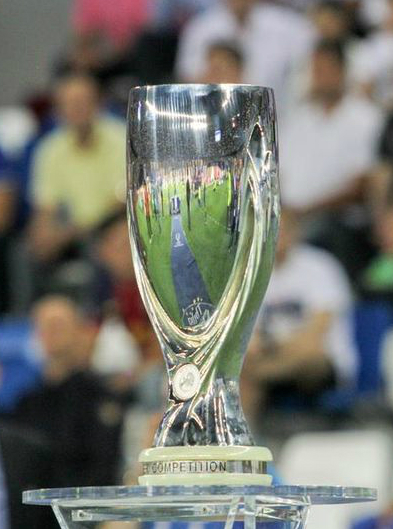
Malines, soulève la Supercoupe de l'UEFA 1988.

Par contre, le club remporte la Supercoupe de l'UEFA contre le PSV Eindhoven. À la fin de la saison, Aad de Mos annonce son départ pour Anderlecht, le concurrent n° 1 du club.
En 1989-1990, Malines commence la saison avec un nouvel entraîneur, Ruud Krol. Au bout de quelques mois, l'expérience n'est pas jugée concluante et il est remplacé par Fi Van Hoof. Le FC Malines joue la Ligue des champions et élimine Rosenborg BK et Malmö FF. En quart de finale, Malines affronte l'AC Milan. Le match aller au Stade du Heysel à Bruxelles se solde par un nul (0-0). Dans le stade de Milan, les Malinois résistent durant le temps réglementaire mais sont éliminés à la suite de deux buts milanais en prolongation. En championnat, Malines est troisième derrière Anderlecht et le FC Bruges qui est à nouveau champion.
En 1991, Malines s'incline en finale de la Coupe de Belgique contre le FC Bruges (3-1) et termine deuxième du championnat à trois points d'Anderlecht. Au niveau européen, Malines est éliminé au premier tour de la Coupe UEFA par le Sporting du Portugal. L'année suivante, Malines est également éliminé au premier tour de la Coupe UEFA, cette fois par le PAOK Salonique. À nouveau finaliste de la Coupe de Belgique en 1992, les Malinois perdent face au Royal Antwerp FC (2-2, 9-8 aux tirs au but).
En 1992, John Cordier annonce qu'il quittera le monde du football au terme de la saison. Le club, alors entraîné par Georges Leekens, doit faire face à d'importants problèmes financiers. Plusieurs joueurs avaient été achetés par le président John Cordier lui-même. Celui-ci est forcé de les vendre pour ne pas mettre plus en péril sa société. Cela marque la fin d'une époque faste pour le club de Malines. Sportivement, le club est éliminé au deuxième tour de la Coupe de l'UEFA par Vitesse Arnhem. La saison suivante, Malines atteint le troisième tour et perd contre Cagliari. Willy Dussart reprend brièvement la présidence et cède sa place à Jef de Graef en mai 1994.

### Déclin, descente et liquidation (1992-2002)
Au cours des saisons suivantes, le KV Malines continue sa descente au point d'être relégué en 2e division au terme du championnat 1996-1997. Jef de Graef laisse alors la présidence à Willy Van den Wijngaert. Entre 1997 et 2003, Malines alterne entre les championnats de Division 2 en 1998, 1999 et 2002 et de Division 1 en 2000, 2001 et 2003. Mais le club connaît surtout de graves problèmes extra-sportifs. Van den Wijngaert investit énormément dans le club mais ses investissements ne suffisent pas à combler les dettes. Aad de Mos est de retour au club en tant que directeur technique. Cependant, Aad de Mos et d'autres managers  mettent le club dans de graves problèmes financiers à cause de dépenses importantes. En 2002, les salaires des joueurs ne sont plus payés régulièrement. En novembre 2002, Willy Van den Wijngaert démissionne. Les affaires courantes sont alors confiées à un groupe de quatre personnes dont le porte-parole est Johan Willemen. Le 7 décembre 2002, le club est mis en liquidation,.

### Le sauvetage par les supporteurs (2002-2003)
Malgré ses problèmes, le club peut compter sur ses supporteurs. C'est d'ailleurs en partie à ceux-ci que le FC Malines doit sa survie. Mark Uytterhoeven, Piet den Boer et Fi Van Hoof s'organisent pour sauver le club. L'asbl « Red KV » est créée et tente de se positionner comme repreneur potentiel du club. Il est proposé aux supporteurs d'investir 1 000 euros chacun. En cas d'échec ces 1 000 euros leur seraient reversés. Les employés du club acceptent également d'abandonner certains arriérés de traitement que leur doit le FC Malines. Le club est ainsi sauvé par différentes actions menées sous le slogan « We doen het gewoon zelf » (« Nous le ferons nous-mêmes »). Mark Uytterhoeven est président pour 12 jours. C'est ensuite Johan Timmermans qui reprend la direction du club. En championnat, l'équipe entraînée par Alexandre Czerniatynski parvient à terminer la saison avec ses jeunes, ses réservistes et des joueurs prêtés par d'autres clubs belges comme le Standard de Liège, l'Excelsior Mouscron ou encore le KSC Lokeren. Le KV Malines, avant-dernier du championnat et sportivement relégué en Division 2, ne demande pas sa licence pour l'année suivante et recommence donc la saison 2003-2004 en Division 3. Le club subit donc une rétrogradation financière en passant directement en Division 3 avec neuf points de pénalité. Le 1er juillet 2003, le club est renommé Yellow-Red KV Mechelen.

### Division 2 puis montée en Division 1 (2005-2007)
En 2005, le KV Malines remporte le titre en Division 3 et monte en Division 2. Après sa première saison en Division 2, au cours de laquelle les Malinois se retrouvent en bas du classement, les dirigeants du club décident de changer la politique du club. Pour cause, de nombreux joueurs sont remerciés et le club attire quelques jeunes joueurs belges. La saison 2006-2007 commence avec neuf nouveaux joueurs. Sous la direction de l'entraîneur Peter Maes, le club atteint le tour final, disputé entre autres contre le KV Courtrai et les clubs anversois du Royal Antwerp FC et du Lierse SK. Grâce à ses 16 points sur 18, le club s'assure d'un retour en Division 1 pour la saison 2007-2008.

### Le renouveau du club (2008-2009)
Après le maintien obtenu lors de la saison 2007-2008, le FC Malines réussit une belle saison 2008-2009. Avec le maintien assuré, le club se hisse également en finale de la Coupe de Belgique (Cofidis cup) face au KRC Genk (finale perdue 2 buts à 0) après avoir éliminé successivement l'Exc. Veldwezelt (3B) (4-2), le RSC Anderlecht (2-1), le KV Courtrai (Aller 1-0, Retour 0-0), et, en demi-finale, le CS Bruges (Aller 1-2, Retour 2-1, t.a.b. 5-3).

### La descente en D1B (2017-2018)
Le club réalise une saison 2017-2018 catastrophique et lutte pour son maintien en Pro League. Au terme de la dernière journée de phase régulière du championnat, il est relégué en D1B malgré sa victoire 2-0 face à Waasland-Beveren, à cause d'une moins bonne différence de but que le KAS Eupen.

### Champion de D1B et affaire du «footgate» (2018-2019)
Après sa relégation en division 2 au terme de la saison 2017-2018 de Pro League, le club malinois confirme ses intentions de retrouver l'élite au plus vite. Il remporte la première période du championnat -qui donne accès à la finale de D1B nécessaire à la montée en D1A- et termine la saison à la première place du classement général avec 63 points. Il remporte ensuite la finale de D1B face au KFCO Beerschot Wilrijk (0-0 ; 2-1) et est donc promu en Pro League.
Parallèlement, le club réalise aussi un superbe parcours en Coupe de Belgique. Il élimine successivement l'Antwerp, Lokeren, Courtrai, l'Union Saint-Gilloise et remporte, le 1er mai 2019, la finale face à La Gantoise. Cette victoire lui offre une qualification directe pour la phase de groupe de la Ligue Europa lors de la saison 2019-2020.
Cependant, la montée en D1A et la participation à la Ligue Europa sont conditionnées par les résultats de l'enquête judiciaire relative à l'affaire dite du "footgate". En effet, le FC Malines est soupçonné d'avoir truqué certains matchs de la saison 2017-2018 afin d'assurer son maintien en Pro League, notamment une rencontre impliquant Waasland-Beveren. Si ces soupçons se confirment, le club risque une relégation immédiate en D1B et l'interdiction de participer aux compétitions européennes pour la saison 2019-2020. Le 1er juin 2019, la Commission des Litiges d’Appel pour le Football Professionnel rend sa décision concernant cette affaire. Le club malinois est reconnu coupable de falsification de la compétition et rétrogradé en Division 1B pour la saison 2019-2020 avec une pénalité de 12 points à répartir sur les deux périodes du championnat. Malines est également privé de coupe de Belgique et de Ligue Europa pour cette même saison. Le club fait appel de ce jugement devant la Cour belge d’arbitrage pour le sport (CBAS). Le 10 juillet 2019, cette dernière annule la décision pour vice de procédure : la Commission des Litiges aurait mis trop de temps à rendre son verdict. En conséquence, Malines évoluera donc bien en Division 1A lors de la saison 2019-2020, mais sera toutefois privé de Coupe de Belgique et de Ligue Europa pour cette même saison.

## Identité du club

### Couleurs et blason
Le club malinois porte simplement les couleurs de la ville de Malines : le rouge et le jaune. Son blason est également celui de la ville. Les armes actuelles (d'or à trois pals de gueules) correspondent à celles du Comté de Malines à partir de 1490, date à laquelle l'empereur Frédéric III autorisa l'ajout d'un aigle (aigle monocéphale de sable). Le blason du club est surmonté d'une couronne (signe du titre de société royale) et mentionne la date de fondation du club (1904) et son nom (K.V. Mechelen).
Le maillot des joueurs est traditionnellement rouge et jaune également, avec certaines variations au cours des saisons (emplacement et alternance des bandes par exemple). On constate par exemple en 2009 que la bande centrale du maillot est jaune et non rouge comme sur le blason (et les maillots de saisons précédentes).

## Palmarès et statistiques

### Palmarès
| Compétitions nationales | Compétitions internationales |
| - Championnat de Belgique : - Champion (4) - 1943, 1946, 1948, 1989 - Vice-champion (5) - 1931, 1954, 1987, 1988, 1991 - Championnat de Belgique de D2 : - Champion (7) - 1926, 1928, 1963, 1983, 1999, 2002, 2019 - Championnat de Belgique de D3 : - Champion (1) - 2005 - Coupe de Belgique : - Vainqueur (2) - 1987 et 2019 - Finaliste (5) - 1967, 1991, 1992, 2009 et 2023 - Supercoupe de Belgique : - Finaliste (3) - 1987, 1989, 2019 | - Ligue des champions (C1) : - Meilleure performance : Quart de finale (1) - 1990 - Coupe d'Europe des Vainqueurs de Coupe (C2) : - Meilleure performance : Vainqueur (1) - 1988 - Ligue Europa (C3) : - Meilleure performance : Huitième de finale (1) - 1994 - Supercoupe de l'UEFA : - Vainqueur (1) - 1988 |
| Compétitions régionales | Tournois saisonniers |
| | - Trophée Joan Gamper : - Vainqueur (1) - 1989 - Tournoi d'Amsterdam : - Vainqueur (1) - 1989 |

### Trophées individuels
| Meilleurs joueurs | Meilleurs buteurs | Meilleur gardien de but                                                  | Entraîneur de l'année                                   | Prix du fair-play                                                           |
| --- | --- | ------------------------------------------------------------------------ | ------------------------------------------------------- | --------------------------------------------------------------------------- |
| Soulier d'or belge (3) : - Michel Preud'homme (1987 et 1989) - Lei Clijsters (1988) Joueur de l'année (2) : - Marc Emmers (1989) - Philippe Albert (1992) - Sofiane Hanni (2016) Meilleur jeune pro de l'année (1) : - Marc Wilmots (1990) | Meilleurs buteurs du championnat de Belgique (1) : - Bert De Cleyn (1946) Meilleur buteur du championnat de Belgique D2 (1) : - Jan Dom (1958) | Gardien de l'année (4) : - Michel Preud'homme (1988, 1989, 1990 et 1991) | Entraîneur de l'année (2) : - Aad de Mos (1987 et 1989) | Prix du fair-play (2) : - Michel Preud'homme (1989) - Olivier Renard (2012) |

### Bilan
Statistiques mises à jour le 26 février 2025 (terme de la saison 2024-2025)
| Niv | Divisions     | Jouées | Titres | TM Up | TM Down |
| --- | ------------- | ------ | ------ | ----- | ------- |
| I   | 1re nationale | 74     | 4      |       |         |
| II  | 2e nationale  | 32     | 7      | 3     |         |
| III | 3e nationale  | 2      | 1      |       |         |
| IV  | 4e nationale  | 0      | 0      |       |         |
| V   | 5e nationale  | 0      | 0      |       |         |
|     |               |        |        |       |         |
|     | TOTAUX        | 108    | 12     | 3     | 0       |

- TM Up : test-match pour départager des égalités, ou toutes formes de Barrages ou de Tour final pour une montée éventuelle.
- TM Down : test-match pour départager des égalités, ou toutes formes de Barrages ou de Tour final pour le maintien.

### Parcours européens
| Compétition                   | Participations | Matchs joués | Vict. | Égal. | Déf. | bp | bc | +/- |
| ----------------------------- | -------------- | ------------ | ----- | ----- | ---- | -- | -- | --- |
| Ligue des champions           | 1              | 6            | 2     | 3     | 1    | 9  | 3  | +6  |
| Coupe des Vainqueurs de Coupe | 2              | 17           | 13    | 3     | 1    | 26 | 8  | +18 |
| Coupe UEFA                    | 4              | 14           | 3     | 5     | 6    | 14 | 15 | -1  |
| Supercoupe de l'UEFA          | 1              | 2            | 1     | 0     | 1    | 3  | 1  | +2  |
| Total                         | 8              | 39           | 19    | 11    | 9    | 52 | 27 | +25 |

| Saison  | Compétition                   | Tour   |                        | Club                | Domicile       | Extérieur      | Neutre |
| ------- | ----------------------------- | ------ | ---------------------- | ------------------- | -------------- | -------------- | ------ |
| 1987-88 | Coupe des Vainqueurs de Coupe | 1/16   | Drapeau de la Roumanie | Dinamo Bucarest     | 1-0            | 2-0            |        |
| 1987-88 | Coupe des Vainqueurs de Coupe | 1/8    | Drapeau de l'Écosse    | St. Mirren FC       | 0-0            | 2-0            |        |
| 1987-88 | Coupe des Vainqueurs de Coupe | 1/4    | Drapeau de l'URSS      | FK Dynamo Minsk     | 1-0            | 1-1            |        |
| 1987-88 | Coupe des Vainqueurs de Coupe | 1/2    | Drapeau de l'Italie    | Atalanta Bergame    | 2-1            | 2-1            |        |
| 1987-88 | Coupe des Vainqueurs de Coupe | Finale | Drapeau des Pays-Bas   | Ajax                |                |                | 1-0    |
| 1988    | Supercoupe de l'UEFA          | Finale | Drapeau des Pays-Bas   | PSV Eindhoven       | 3-0            | 0-1            |        |
| 1988-89 | Coupe des Vainqueurs de Coupe | 1/16   | Drapeau du Luxembourg  | FC Avenir Beggen    | 5-0            | 3-1            |        |
| 1988-89 | Coupe des Vainqueurs de Coupe | 1/8    | Drapeau de la Belgique | RSC Anderlecht      | 1-0            | 2-0            |        |
| 1988-89 | Coupe des Vainqueurs de Coupe | 1/4    | Drapeau de l'Allemagne | Eintracht Francfort | 1-0            | 0-0            |        |
| 1988-89 | Coupe des Vainqueurs de Coupe | 1/2    | Drapeau de l'Italie    | UC Sampdoria        | 2-1            | 0-3            |        |
| 1989-90 | Ligue des champions           | 1/16   | Drapeau de la Norvège  | Rosenborg BK        | 5-0            | 0-0            |        |
| 1989-90 | Ligue des champions           | 1/8    | Drapeau de la Suède    | Malmö FF            | 4-1            | 0-0            |        |
| 1989-90 | Ligue des champions           | 1/4    | Drapeau de l'Italie    | AC Milan            | 0-0            | 0-2 (prolong.) |        |
| 1990-91 | Coupe UEFA                    | 1er t  | Drapeau du Portugal    | Sporting Portugal   | 2-2            | 0-1            |        |
| 1991-92 | Coupe UEFA                    | 1/32   | Drapeau de la Grèce    | PAOK Salonique      | 0-1            | 1-1            |        |
| 1992-93 | Coupe UEFA                    | 1/32   | Drapeau de la Suède    | Örebro SK           | 2-1            | 0-0            |        |
| 1992-93 | Coupe UEFA                    | 1/16   | Drapeau des Pays-Bas   | Vitesse Arnhem      | 0-1            | 0-1            |        |
| 1993-94 | Coupe UEFA                    | 1/32   | Drapeau de la Suède    | IFK Norrköping      | 1-1 (prolong.) | 1-0            |        |
| 1993-94 | Coupe UEFA                    | 1/16   | Drapeau de la Hongrie  | MTK Hungária FC     | 5-0            | 1-1            |        |
| 1993-94 | Coupe UEFA                    | 1/8    | Drapeau de l'Italie    | Cagliari Calcio     | 1-3            | 0-2            |        |

## Personnalités du club

### Présidents
Au cours de son histoire, le club a été dirigé par dix présidents différents. Francis Dessain est celui qui est resté le plus longtemps à la présidence (45 ans), alors que Mark Uytterhoeven n'y resta que 12 jours.
| Rang | Nom                | Période   |
| ---- | ------------------ | --------- |
| 1    | Théophile Delvaulx | 1904-1906 |
| 2    | Francis Dessain    | 1906-1951 |
| 3    | Patrick Dessain    | 1951-1977 |
| 4    | Herman Candries    | 1977-1982 |
| 5    | John Cordier       | 1982-1992 |

| Rang | Nom                     | Période   |
| ---- | ----------------------- | --------- |
| 6    | Willy Dussart           | 1992-1994 |
| 7    | Jef De Graef            | 1994-1997 |
| 8    | Willy Van den Wijngaert | 1997-2002 |
| 9    | Mark Uytterhoeven       | 2003      |
| 10   | Johan Timmermans        | 2003-0000 |

### Entraîneurs
De la saison 1910-1911 à la saison 2017-2018, 46 entraîneurs se sont succédé à la tête du KV Malines. Certains ont entraîné le club plusieurs fois comme Gabriël Noëth, Désiré Bourgeois, Piet Teughels, Fi Van Hoof, Franky Vercauteren ou encore Aleksandar Janković. Le record de longévité revient à William Maxwell (15 ans),.
| Rang | Nom                               | Période   |
| ---- | --------------------------------- | --------- |
| 1    | Francis Dessain                   | 1911-1924 |
| 2    | William Maxwell                   | 1924-1940 |
| 3    | Gabriël Noëth                     | 1940-1943 |
| 4    | Désiré Bourgeois                  | 1943-1952 |
| 5    | Désiré Bourgeois et Gabriël Noëth | 1952-1953 |
| 6    | Gabriël Noëth (2)                 | 1953-1954 |
| 7    | Désiré Bourgeois (2)              | 1954-1955 |
| 8    | Albert De Cleyn                   | 1955-1957 |
| 9    | Lucien Bertuelens                 | 1957-1959 |
| 10   | Émile Stijnen                     | 1959-1961 |
| 11   | Frans De Rijcke                   | 1961-1962 |
| 12   | Oliver Gaspar                     | 1962-1965 |
| 13   | András Dolgos                     | 1965-1968 |
| 14   | Piet Teughels                     | 1968-1969 |
| 15   | Keith Spurgeon                    | 1969-1970 |
| 16   | Gustaaf Van den Bergh             | 1970-1975 |
| 17   | Guillaume Patry (intérim)         | 1975      |
| 18   | André Bollen                      | 1975-1977 |
| 19   | John Talbut                       | 1977-1978 |
| 20   | Piet Teughels (2)                 | 1979      |
| 21   | Nedeljko Bulatović                | 1979-1981 |
| 22   | Kamiel Van Damme                  | 1981-1982 |
| 23   | Jaak Kuterna (intérim)            | 1982      |
| 24   | Leo Canjels                       | 1982-1984 |
| 25   | Ernst Künnecke                    | 1985-1986 |
| 26   | Aad de Mos                        | 1986-1989 |
| 27   | Ruud Krol                         | 1989      |
| 28   | Fi Van Hoof                       | 1989-1991 |
| 29   | Georges Leekens                   | 1991-1992 |
| 30   | Fi Van Hoof (2)                   | 1992-1994 |
| 31   | Walter Meeuws                     | 1994-1995 |

| Rang | Nom                           | Période   |
| ---- | ----------------------------- | --------- |
| 32   | Willy Reynders                | 1995-1996 |
| 33   | Zivica Kanacki (intérim)      | 1996      |
| 34   | Georges Heylens               | 1996-1997 |
| 35   | Franky Vercauteren            | 1997-1998 |
| 36   | Rudi Verkempinck              | 1998-1999 |
| 37   | Gunter Jacob et Valère Billen | 1999      |
| 38   | Gunter Jacob                  | 1999-2000 |
| 39   | Lei Clijsters                 | 2000      |
| 40   | Valère Billen                 | 2000-2001 |
| 41   | Barry Hulshoff                | 2001      |
| 42   | Fi Van Hoof (3)               | 2001-2002 |
| 43   | Stéphane Demol                | 2002      |
| 44   | Alexandre Czerniatynski       | 2002-2003 |
| 45   | Zivica Kanacki (intérim)      | 2003-2004 |
| 46   | Rik Vande Velde               | 2004-2005 |
| 47   | Zivica Kanacki (intérim)      | 2005      |
| 48   | André Wetzel                  | 2005      |
| 49   | Zivica Kanacki (intérim)      | 2005-2006 |
| 50   | Peter Maes                    | 2006-2010 |
| 51   | Marc Brys                     | 2010-2012 |
| 52   | Harm van Veldhoven            | 2012-2013 |
| 53   | Franky Vercauteren (2)        | 2014      |
| 54   | Aleksandar Janković           | 2014-2016 |
| 55   | Tom Caluwé (intérim)          | 2016      |
| 56   | Yannick Ferrera               | 2016-2017 |
| 57   | Tom Caluwé (intérim)          | 2017      |
| 58   | Aleksandar Janković (2)       | 2017-2018 |
| 59   | Dennis van Wijk               | 2018      |
| 60   | Wouter Vrancken               | 2018-2022 |
| 61   | Danny Buijs                   | 2022      |
| 62   | Steven Defour                 | 2022-0000 |

### Joueurs emblématiques

#### Champions de Belgique
Les équipes qui remportent le championnat de Belgique marquent l'histoire du club, elles constituent pour ce faire un amalgame de talents dont les qualités permettent de dominer la saison footballistique en Belgique. Le KV Malines remporte le titre de champion de Belgique à quatre reprises en 1943, 1946, 1948 et en 1989.
Ces titres se répartissent à travers deux période de succès pour le club malinois que sont les années 1940 et la fin des années 1980. Les années 1940 verront les malinois être trois fois champion de Belgique tandis que la fin des années 1980 verra un seul sacre de champion de Belgique et une seule victoire en Coupe de Belgique sur le plan national. Cependant, sur le plan européen, le club malinois sera vainqueur de la Coupe d'Europe des vainqueurs de coupe et de la Supercoupe de l'UEFA.
Lors des trois sacres de champion de Belgique dans les années 1940, les équipes sont successivement entraînées par Gabriël Noëth puis par Désiré Bourgeois, son ex-coéquipier malinois. Lors de ces trois titres, le principal gardien titulaire est Jean Smits bien que Karel Cannaerts soit le gardien du titre en 1943. Dans l'équipe-type des joueurs ayant disputé le plus de rencontres au cours de ces saisons, la défense se compose de Jules Vandendriesch, Jozef Laureyns et Jan Mertens. Au milieu de terrain, Henri Coppens, Willy Vermeulen et Alfons Van Haezendonck complètent l'équipe. En attaque, l'équipe est alimenté par Victor Lemberechts, Gaston Perremans, Lucien Bertuelens ainsi que le prolifique buteur Albert De Cleyn,,.
Le titre de 1989 est obtenu avec une équipe dont Michel Preud'homme garde les cages, la défense centrale est constituée de Wim Hofkens et Graeme Rutjes. Les arrières latéraux sont composés de Geert Deferm et Koen Sanders. Le milieu de terrain est occupé par Marc Emmers, Bruno Versavel, Marc Wilmots et Erwin Koeman. Le duo formé par Piet den Boer et John Bosman est chargé du front de l'attaque,.
| \| Preud'homme Deferm Rutjes Hofkens Sanders Emmers Wilmots Koeman Versavel den Boer Bosman \| L'équipe type du titre 1989 |
| Preud'homme Deferm Rutjes Hofkens Sanders Emmers Wilmots Koeman Versavel den Boer Bosman                                   |

| Preud'homme Deferm Rutjes Hofkens Sanders Emmers Wilmots Koeman Versavel den Boer Bosman |

#### Finales de la Coupe de Belgique
| \| Jacobs Van Hoof Van Merode De Moor De Swert Van Bulck Lippevelt Van Damme Bockx Mergaey Tuyaerts \| L'équipe lors de la défaite en finale de la Coupe de Belgique 1966-1967 |
| Jacobs Van Hoof Van Merode De Moor De Swert Van Bulck Lippevelt Van Damme Bockx Mergaey Tuyaerts                                                                               |

| Jacobs Van Hoof Van Merode De Moor De Swert Van Bulck Lippevelt Van Damme Bockx Mergaey Tuyaerts |

| \| Preud'homme Bogers Albert Clijsters Sanders Ingesson Emmers B. · Versavel P. · Versavel Severeyns Wilmots \| L'équipe lors de la défaite en finale de la Coupe de Belgique 1990-1991 |
| Preud'homme Bogers Albert Clijsters Sanders Ingesson Emmers B. · Versavel P. · Versavel Severeyns Wilmots                                                                               |

| Preud'homme Bogers Albert Clijsters Sanders Ingesson Emmers B. · Versavel P. · Versavel Severeyns Wilmots |

| \| Preud'homme Bogers Gysbrechts Clijsters Sanders Albert Bartholomeeussen Emmers Leen Arambašić Eijkelkamp \| L'équipe lors de la défaite en finale de la Coupe de Belgique 1991-1992 |
| Preud'homme Bogers Gysbrechts Clijsters Sanders Albert Bartholomeeussen Emmers Leen Arambašić Eijkelkamp                                                                               |

| Preud'homme Bogers Gysbrechts Clijsters Sanders Albert Bartholomeeussen Emmers Leen Arambašić Eijkelkamp |

| \| Renard Asare Ivens Mellemans Chen Vrancken Gorius Persoons Imschoot Mununga Vleminckx \| L'équipe lors de la défaite en finale de la Coupe de Belgique 2008-2009 |
| Renard Asare Ivens Mellemans Chen Vrancken Gorius Persoons Imschoot Mununga Vleminckx                                                                               |

| Renard Asare Ivens Mellemans Chen Vrancken Gorius Persoons Imschoot Mununga Vleminckx |

#### Vainqueur de compétitions européennes
L'équipe victorieuse de la Coupe d'Europe des vainqueurs de coupe en 1987-1988 face à l'Ajax Amsterdam est presque similaire à celle du titre, gagné un an plus tard, en 1989. Ainsi, Michel Preud'homme garde les cages, la défense centrale est constituée de Lei Clijsters et Graeme Rutjes. Les arrières latéraux sont composés de Geert Deferm et Koen Sanders. Le milieu de terrain est occupé par Marc Emmers, Erwin Koeman et Wim Hofkens. Les flancs de l'attaque sont composés d'Eli Ohana et Pascal De Wilde. Piet den Boer est chargé du front de l'attaque,.
| \| Preud'homme Deferm Rutjes Clijsters Sanders Koeman Emmers Hofkens Ohana De Wilde den Boer \| L'équipe victorieuse de la finale de la Coupe d'Europe des vainqueurs de coupe 1987-1988 |
| Preud'homme Deferm Rutjes Clijsters Sanders Koeman Emmers Hofkens Ohana De Wilde den Boer                                                                                                |

| Preud'homme Deferm Rutjes Clijsters Sanders Koeman Emmers Hofkens Ohana De Wilde den Boer |

#### Joueurs en équipe de Belgique
Dix-huit joueurs ont porté le maillot de l'équipe de Belgique de football alors qu'ils évoluaient au KV Malines, pour un total de 258 sélections. Le premier d'entre eux est le milieu de terrain Auguste Hellemans en 1928. Il totalise vingt-huit sélections durant sa carrière au KV Malines. Le joueur qui totalise le plus de sélections en ayant évolué au KV Malines est le gardien de but Michel Preud'homme, avec cinquante-deux sélections. Vient ensuite en deuxième position, dans ce classement, l'attaquant Victor Lemberechts. Grâce à ses vingt-huit sélections, Auguste Hellemans et Marc Emmers sont les troisièmes joueurs le plus sélectionné du club.
Le tableau suivant donne la liste actualisée au 26 mars 2018 des joueurs du KV Malines en équipe de Belgique, le nombre de sélections et la période correspondante, ainsi que le nombre total de sélections en incluant les périodes où le joueur était dans un autre club de football.
| Joueurs                 | Sélections | Période   | Sél. (Total) |
| ----------------------- | ---------- | --------- | ------------ |
| Christian Benteke       | 1          | 2010      | 33           |
| Désiré Bourgeois        | 2          | 1934      | 2            |
| Lei Clijsters           | 25         | 1986-1991 | 40           |
| Henri Coppens           | 19         | 1945-1950 | 19           |
| Alexandre Czerniatynski | 5          | 1993-1994 | 31           |
| Glen De Boeck           | 1          | 1993-1995 | 36           |
| Albert De Cleyn         | 12         | 1946-1948 | 12           |
| Paul De Mesmaeker       | 1          | 1987      | 1            |
| Marc Emmers             | 28         | 1988-1992 | 37           |
| Auguste Hellemans       | 28         | 1928-1934 | 28           |

| Joueurs              | Sélections | Période   | Sél. (Total) |
| -------------------- | ---------- | --------- | ------------ |
| Victor Lemberechts   | 42         | 1945-1955 | 42           |
| Michel Preud'homme   | 52         | 1986-1994 | 58           |
| Koen Sanders         | 4          | 1989-1990 | 4            |
| Félix Van Campenhout | 2          | 1931      | 2            |
| Yvo Van Herp         | 3          | 1973-1974 | 3            |
| Willy Vermeulen      | 2          | 1946-1947 | 2            |
| Bruno Versavel       | 23         | 1988-1991 | 28           |
| Marc Wilmots         | 8          | 1990-1991 | 70           |
| Total                | 258        | 1928-2010 | 488          |

#### Liste des joueurs emblématiques
Tous les joueurs présents dans cette liste ont soit participé activement à un titre remporté avec Malines, obtenu une récompense individuelle sous le maillot malinois, ou fait une brillante carrière après avoir transité par Malines.
- Philippe Albert
- Kennet Andersson
- Joseph Andries
- Christian Benteke
- Johnny Bosman
- Lei Clijsters
- Albert Cluytens
- Henri Coppens
- Theo Custers
- Alex Czerniatynski
- Glen De Boeck
- Albert De Cleyn
- Pascal De Wilde
- Piet den Boer
- René Eijkelkamp
- Marc Emmers
- Davy Gysbrechts
- Sofiane Hanni
- Auguste Hellemans
- Wim Hofkens
- Klas Ingesson
- Karel Kesselaers
- Erwin Koeman
- Frank Leen
- Victor Lemberechts
- Ronny Martens
- Walter Meeuws
- Eli Ohana
- Michel Preud'homme
- Graeme Rutjes
- Koen Sanders
- Francis Severeyns
- Florian Urban
- Joos Valgaeren
- Sven Vermant
- Bruno Versavel
- Eric Viscaal
- Björn Vleminckx
- Stijn Vreven
- Marc Wilmots

## Structures du club

### Structures sportives

#### Stades

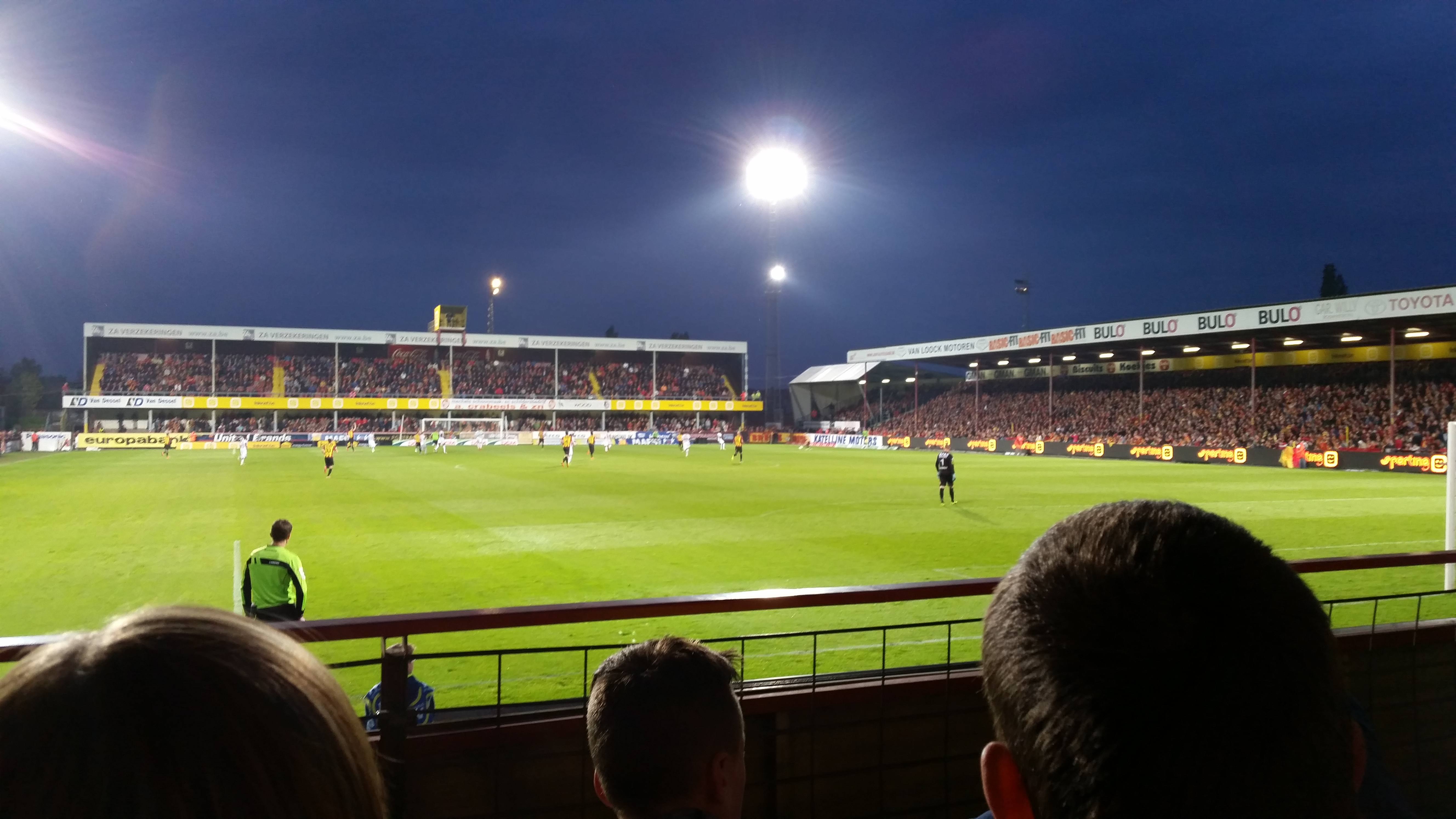
Le Stade Achter de Kazerne avant sa rénovation en 2015.

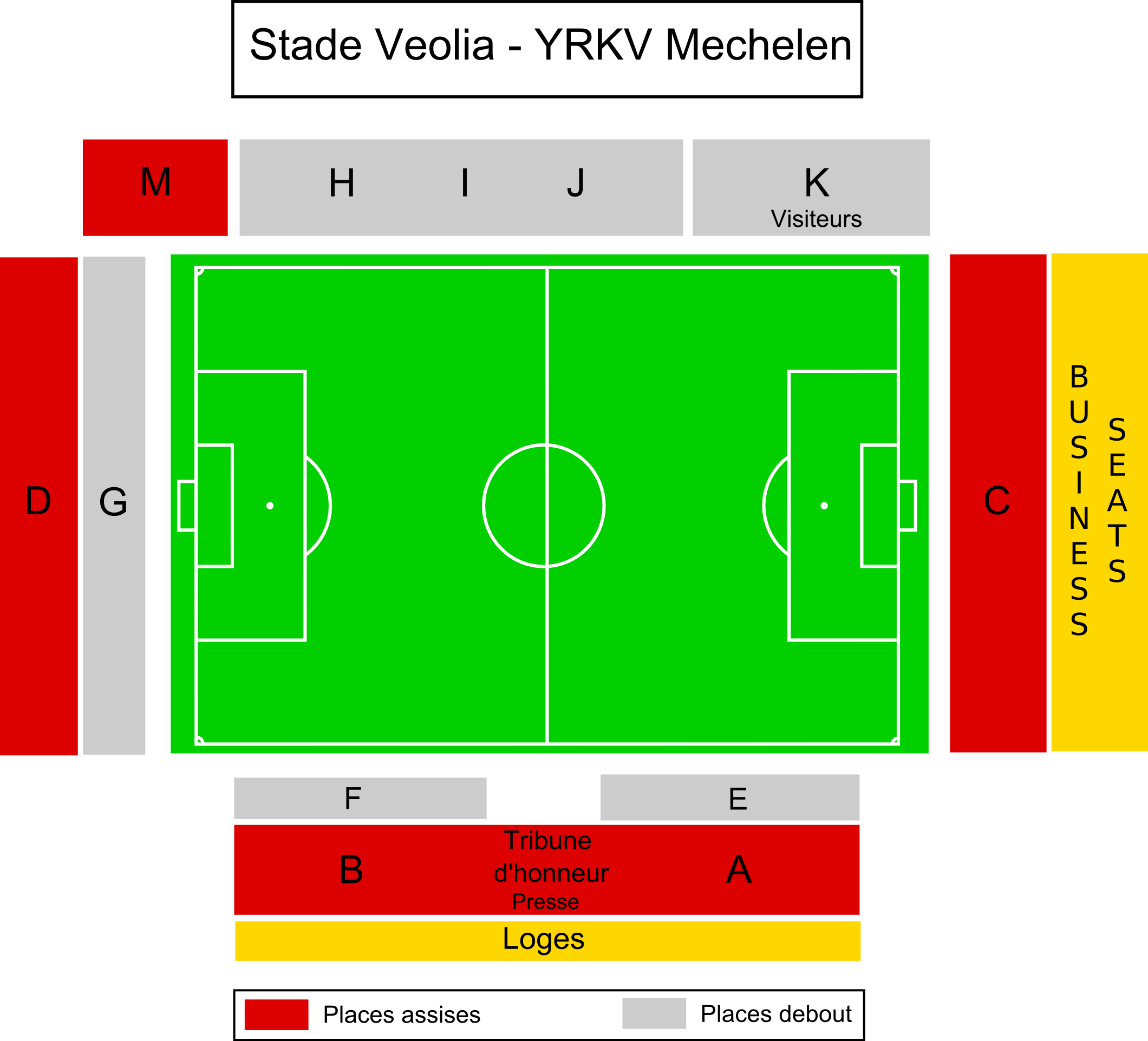
Le Stade Achter de Kazerne avant sa rénovation en 2015.

La parcelle actuelle a été acquise en 1906 par quelques personnes dont le président Francis Dessain. Le stade Veolia est surnommé Achter de Kazerne ("derrière la caserne") car la parcelle achetée se trouvait derrière une caserne d'artillerie. Le stade a une capacité de 13 123 places assises et debout.

#### École des jeunes
La Veolia Jeugdacademie (Académie Veolia des jeunes), est l'école des jeunes du club. Elle est dirigée par Guido Vanherp. La direction technique de l'académie est confiée à Zivicka Kanacki (entraîneur de l'équipe première entre 2004 et 2006), assisté de Tom Delay (jusqu'aux U10), Geert De Cock (jusqu'aux U14) et Rudy Geens (au-delà des U14). Guido Troch est responsable de la formation des gardiens. Une vingtaine d'entraîneurs prennent en charge les différentes équipes de jeunes.

### Aspects juridiques et économiques

#### Statut juridique et légal
Le club fonctionne sous la forme juridique d'une association sans but lucratif. Son nom officiel est « Yellow-Red KV Mechelen v.z.w. » (v.z.w. pour « vereniging zonder winstoogmerk », « association sans but lucratif » en néerlandais). Cette association est née à la suite de la dissolution en mai 2003 de l'asbl KV Mechelen qui gérait le club précédemment. L'assemblée générale compte une trentaine de membres. L'asbl est gérée par un conseil d'administration de vingt personnes. La gestion journalière est confiée à douze de ces administrateurs.

#### Transferts les plus coûteux
Les deux tableaux ci-dessous synthétisent les plus grosses ventes et achats de joueurs dans l'histoire du club malinois.
| Rang | Joueur                  | Montant | Provenance                 | Date                          |
| 1er  | Rob Schoofs Germán Mera | 1 M€    | La Gantoise Club Bruges KV | 5 juillet 2017 9 janvier 2018 |
| ---- | ----------------------- | ------- | -------------------------- | ----------------------------- |
| 3e   | Yacouba Sylla           | 750 k€  | Stade rennais FC           | 17 janvier 2018               |
| 4e   | René Eijkelkamp         | 726 k€  | FC Groningue               | juillet 1990                  |
| 5e   | Dimítris Kolovós        | 700 k€  | Olympiakos                 | 1er juillet 2017              |

| Rang | Joueur                         | Montant | Destination                      | Date                            |
| 1er  | Hassane Bandé                  | 8,25 M€ | Ajax Amsterdam                   | 1er juillet 2018                |
| ---- | ------------------------------ | ------- | -------------------------------- | ------------------------------- |
| 2e   | Issa Kaboré                    | 4,5 M€  | Manchester City                  | 29 juillet 2020                 |
| 3e   | Elias Cobbaut                  | 3 M€    | RSC Anderlecht                   | 1er juillet 2018                |
| 4e   | Miloš Kosanović Ivan Obradović | 2,5 M€  | Standard de Liège RSC Anderlecht | 7 janvier 2016 1er juillet 2015 |

#### Sponsors
| Période   | Sponsors maillot                   |
| --------- | ---------------------------------- |
| 1973-1975 | Rena Conserven                     |
| 1975-1978 | Pas de sponsors maillot            |
| 1978-1979 | Heikip                             |
| 1979-1980 | ABC (Algemene Bouwwerken Candries) |
| 1980-1983 | Telindus                           |
| 1983-1990 | TeVe-Blad                          |
| 1990-1992 | HCS                                |
| 1992-1993 | Stone Lease                        |
| 1993-1996 | Lease Plan                         |
| 1996-1998 | Veralu                             |
| 1998-2002 | Bofin                              |
| 2002-2003 | Avaya                              |
| 2003-2006 | Scarlet                            |
| 2006-2007 | Gybels                             |
| 2007-     | Telenet et AFAS                    |

## Culture populaire

### Affluence et supporters
| Saison     | 2007-2008 | 2008-2009 | 2009-2010 | 2010-2011 | 2011-2012 | 2012-2013 | 2013-2014 | 2014-2015 | 2015-2016 | 2016-2017 |
| Assistance | 11 143    | 11 079    | 11 654    | 11 220    | 10 251    | 10 159    | 9 414     | 9 502     | 9 963     | 11 517    |